# Giro Ciclistico d'Italia de 2020
A 43.ª edição da competição de ciclismo Giro Ciclistico d'Italia (também chamado extra oficialmente: Baby Giro ou Girobio) foi uma corrida de ciclismo em estrada por etapas que se celebrou entre 29 de agosto e 5 de setembro de 2020 na Itália, com início na cidade de Urbino e final na cidade de Aprica sobre um percurso de 1121,5 quilómetros.
A corrida fez parte do UCI Europe Tour de 2020 dentro da categoria UCI 2.2U (categoria do profissionalismo sub-23 para corredores menores de 23 anos).

## Equipas participantes
Tomaram parte na corrida 29 equipas de categoria sub-23: 16 de categoria Continental; e 13 equipa regionais sub-23. Formando assim um pelotão de 176 ciclistas dos que acabaram 118. As equipas participantes foram:
| Equipes Continentais (16)- Team Colpack-Ballan - Biesse Arvedi - Hagens Berman Axeon - Équipe continentale Groupama-FDJ - Sangemini-Trevigiani-MG.Kvis - Beltrami TSA-Marchiol - Kometa-Xstra - SEG Racing Academy - Tirol-KTM Cycling Team - Iseo Serrature Rime Carnovali - Cycling Team Friuli ASD - General Store Essegibi F.lli Curia - NTT Continental Cycling Team - Swiss Racing Academy - Colombia Tierra de Atletas-GW Bicicletas - Work Service Dynatek Vega Equipes amadoras de ciclismo (2)- Holdsworth Zappi RT - Gallina-Colosio-Eurofeed Equipes regionais e clubes (11)- Aran Cucine Vejus - Lotto-Soudal U23 - Velo Plus Racing Team Palazzago - Mastromarco Sensi Nibali - Zalf Euromobil Désirée Fior - Gazprom-RusVelo U23 - Caja Rural-Seguros RGA amateur - Trinity Racing - GS Maltinti Lampadari - Zheroquadro Cycling Team - #inEmiliaRomagna Cycling Team |
| |

## Percorrido
O Giro Ciclistico d'Italia dispôs de oito etapas para um percurso total de 1121,5 quilómetros, divido numa etapa plana, quatro etapas em media montanha e três etapas de montanha.
| Etapa | Data    | Percurso             | type            | Distância (km) | Vencedor         | Líder geral      |
| ----- | ------- | -------------------- | --------------- | -------------- | ---------------- | ---------------- |
| 1     | 29 ago. | Urbino – Urbino      | etapa escarpada | 150,5          | Alejandro Ropero | Alejandro Ropero |
| 2     | 30 ago. | Gradara – Riccione   | etapa escarpada | 119,9          | Luca Colnaghi    | Alejandro Ropero |
| 3     | 31 ago. | Riccione – Mordano   | etapa escarpada | 151,3          | Luca Colnaghi    | Luca Colnaghi    |
| 4     | 1 set.  | Bonferraro – Bolca   | alta montanha   | 159,6          | Thomas Pidcock   | Thomas Pidcock   |
| 5     | 2 set.  | Marostica – Rosà     | etapa escarpada | 145,8          | Jonathan Milan   | Thomas Pidcock   |
| 6     | 3 set.  | Colico – Colico      | etapa plana     | 157            | Jordi Meeus      | Thomas Pidcock   |
| 7     | 4 set.  | Barzio – Montespluga | alta montanha   | 116,5          | Thomas Pidcock   | Thomas Pidcock   |
| 8     | 5 set.  | Aprica – Aprica      | alta montanha   | 120,9          | Thomas Pidcock   | Thomas Pidcock   |

## Classificações finais
- As classificações finalizaram da seguinte forma:[4]

### Classificação geral
| \| Classificação geral \| Classificação geral \| Classificação geral \| Classificação geral \| Classificação geral \| \| Ciclista \| Ciclista \| Equipe \| Tempo \| \| \| ------------------- \| ------------------- \| --------------------------- \| ------------------- \| ------------------- \| \| 1. \| Thomas Pidcock \| Trinity Racing \| 26h22m53s \| \| \| 2. \| Henri Vandenabeele \| Lotto-Soudal U23 \| + 2m25s \| \| \| 3. \| Kevin Colleoni \| Biesse Arvedi \| + 5m54s \| \| \| 4. \| Giovanni Aleotti \| Cycling Team Friuli ASD \| + 6m34s \| \| \| 5. \| Filippo Conca \| Biesse Arvedi \| + 7m52s \| \| \| 6. \| Yannis Voisard \| Swiss Racing Academy \| + 10m46s \| \| \| 7. \| Alejandro Ropero \| Kometa-Xstra \| + 10m59s \| \| \| 8. \| Jokin Murguialday \| \| + 11m23s \| \| \| 9. \| Asbjørn Hellemose \| Velo Club Mendrisio \| + 11m25s \| \| \| 10. \| Edoardo Zambanini \| Zalf Euromobil Désirée Fior \| + 13m12s \| \| |                    |                             |           |
| |                    |                             |           |
| Fonte: ProCyclingStats |                    |                             |           |
| Classificação geral |                    |                             |           |
| Ciclista | Ciclista           | Equipe                      | Tempo     |
| 1. | Thomas Pidcock     | Trinity Racing              | 26h22m53s |
| 2. | Henri Vandenabeele | Lotto-Soudal U23            | + 2m25s   |
| 3. | Kevin Colleoni     | Biesse Arvedi               | + 5m54s   |
| 4. | Giovanni Aleotti   | Cycling Team Friuli ASD     | + 6m34s   |
| 5. | Filippo Conca      | Biesse Arvedi               | + 7m52s   |
| 6. | Yannis Voisard     | Swiss Racing Academy        | + 10m46s  |
| 7. | Alejandro Ropero   | Kometa-Xstra                | + 10m59s  |
| 8. | Jokin Murguialday  |                             | + 11m23s  |
| 9. | Asbjørn Hellemose  | Velo Club Mendrisio         | + 11m25s  |
| 10. | Edoardo Zambanini  | Zalf Euromobil Désirée Fior | + 13m12s  |

### Classificação da montanha
| Classificação da montanha | Classificação da montanha | Classificação da montanha      | Classificação da montanha | Classificação da montanha |
| Ciclista                  | Ciclista                  | Equipe                         | Pontos                    |                           |
| ------------------------- | ------------------------- | ------------------------------ | ------------------------- | ------------------------- |
| 1.                        | Thomas Pidcock            | Trinity Racing                 | 108 pts                   |                           |
| 2.                        | Matteo Carboni            | Biesse Arvedi                  | 59 pts                    |                           |
| 3.                        | Kevin Colleoni            | Biesse Arvedi                  | 58 pts                    |                           |
| 4.                        | Samuele Zoccarato         | Colpack-Ballan                 | 47 pts                    |                           |
| 5.                        | Henri Vandenabeele        | Lotto-Soudal U23               | 37 pts                    |                           |
| 6.                        | Giovanni Aleotti          | Cycling Team Friuli ASD        | 37 pts                    |                           |
| 7.                        | Thomas Gloag              | Trinity Racing                 | 35 pts                    |                           |
| 8.                        | Antonio Tiberi            | Trek-Segafredo                 | 30 pts                    |                           |
| 9.                        | Davide Baldaccini         | Colpack-Ballan                 | 19 pts                    |                           |
| 10.                       | Matteo Zurlo              | Casillo-Petroli Firenze-Hopplà | 19 pts                    |                           |

### Classificação dos pontos
| Classificação por pontos | Classificação por pontos | Classificação por pontos         | Classificação por pontos | Classificação por pontos |
| Ciclista                 | Ciclista                 | Equipe                           | Pontos                   |                          |
| ------------------------ | ------------------------ | -------------------------------- | ------------------------ | ------------------------ |
| 1.                       | Luca Colnaghi            | Zalf Euromobil Désirée Fior      | 90 pts                   |                          |
| 2.                       | Jordi Meeus              | SEG Racing Academy               | 83 pts                   |                          |
| 3.                       | Thomas Pidcock           | Trinity Racing                   | 75 pts                   |                          |
| 4.                       | Jake Stewart             | Équipe continentale Groupama-FDJ | 68 pts                   |                          |
| 5.                       | Arne Marit               | Lotto-Soudal U23                 | 63 pts                   |                          |
| 6.                       | Jonathan Milan           | Cycling Team Friuli ASD          | 60 pts                   |                          |
| 7.                       | Henri Vandenabeele       | Lotto-Soudal U23                 | 57 pts                   |                          |
| 8.                       | Kevin Bonaldo            | Zalf Euromobil Désirée Fior      | 40 pts                   |                          |
| 9.                       | Alejandro Ropero         | Kometa-Xstra                     | 37 pts                   |                          |
| 10.                      | Michele Gazzoli          | Colpack-Ballan                   | 36 pts                   |                          |

### Classificação dos jovens
| Classificação dos jovens | Classificação dos jovens | Classificação dos jovens         | Classificação dos jovens | Classificação dos jovens |
| Ciclista                 | Ciclista                 | Equipe                           | Tempo                    |                          |
| ------------------------ | ------------------------ | -------------------------------- | ------------------------ | ------------------------ |
| 1.                       | Edoardo Zambanini        | Zalf Euromobil Désirée Fior      | 26h36m05s                |                          |
| 2.                       | Thomas Gloag             | Trinity Racing                   | + 4m17s                  |                          |
| 3.                       | Antonio Tiberi           | Trek-Segafredo                   | + 7m19s                  |                          |
| 4.                       | Brayan Esteban Malaver   |                                  | + 14m46s                 |                          |
| 5.                       | Andrea Gallo             |                                  | + 45m15s                 |                          |
| 6.                       | Lewis Askey              | Équipe continentale Groupama-FDJ | + 55m19s                 |                          |
| 7.                       | Alessandro Baroni        |                                  | + 1m02s                  |                          |
| 8.                       | Alessandro Verre         | Casillo-Petroli Firenze-Hopplà   | + 1m12s                  |                          |
| 9.                       | Simone Raccani           | Beltrami TSA-Marchiol            | + 1m45s                  |                          |

### Classificação por equipas
| Classificação por equipes | Classificação por equipes | Classificação por equipes | Classificação por equipes |
| Equipe                    | Equipe                    | Tempo                     |                           |
| ------------------------- | ------------------------- | ------------------------- | ------------------------- |

## Evolução das classificações
| Etapa                 | Vencedor | Classificação geral Maglia Rosa | Classificação da montanha Maglia Verde | Classificação dos pontos Maglia Rossa | Classificação dos sprint intermediários Maglia Blu | Classificação dos jovens (Sub-21) Maglia Bianca | Classificação por equipas |
| --------------------- | -------- | ------------------------------- | -------------------------------------- | ------------------------------------- | -------------------------------------------------- | ----------------------------------------------- | ------------------------- |
| 1.ª                   |          |                                 |                                        |                                       |                                                    |                                                 |                           |
| 2.ª                   |          |                                 |                                        |                                       |                                                    |                                                 |                           |
| 3.ª                   |          |                                 |                                        |                                       |                                                    |                                                 |                           |
| 4.ª                   |          |                                 |                                        |                                       |                                                    |                                                 |                           |
| 5.ª                   |          |                                 |                                        |                                       |                                                    |                                                 |                           |
| 6.ª                   |          |                                 |                                        |                                       |                                                    |                                                 |                           |
| 7.ª                   |          |                                 |                                        |                                       |                                                    |                                                 |                           |
| 8.ª                   |          |                                 |                                        |                                       |                                                    |                                                 |                           |
| Classificações finais |          |                                 |                                        |                                       |                                                    |                                                 |                           |

## UCI Europe Tour (U23) Ranking
O Giro Ciclistico d'Italia outorgou pontos para o UCI World Ranking para corredores das equipas nas categorias UCI WorldTeam, UCI ProTeam e Continental. As seguintes tabelas são o barómetro de pontuação e os 10 corredores que obtiveram mais pontos:
| Posição             | 1.º | 2.º | 3.º | 4.º | 5.º | 6.º | 7.º | 8.º | 9.º | 10.º |
| Classificação geral | 30  | 25  | 20  | 15  | 10  | 5   | 3   | 1   | 1   | 1    |
| Por etapa           | 5   | 1   |     |     |     |     |     |     |     |      |
| Líder               | 1   |     |     |     |     |     |     |     |     |      |

| Classificação |          |        |       |       |       |       |
| Posição       | Ciclista | Equipa | Geral | Etapa | Líder | Total |
| ------------- | -------- | ------ | ----- | ----- | ----- | ----- |
| 1.º           |          |        | 30    |       |       |       |
| 2.º           |          |        | 25    |       |       |       |
| 3.º           |          |        | 20    |       |       |       |
| 4.º           |          |        | 15    |       |       |       |
| 5.º           |          |        | 10    |       |       |       |
| 6.º           |          |        | 5     |       |       |       |
| 7.º           |          |        | 3     |       |       |       |
| 8.º           |          |        | 1     |       |       |       |
| 9.º           |          |        | 1     |       |       |       |
| 10.º          |          |        | 1     |       |       |       |